# Loy Vaught
Loy Stephen Vaught (ur. 27 lutego 1967 w Grand Rapids) – amerykański koszykarz, występujący na pozycji silnego skrzydłowego.

## Osiągnięcia
Na podstawie, o ile nie zaznaczono inaczej.
NCAA
- Mistrz NCAA (1989)
- Uczestnik rozgrywek:
  - Sweet 16 turnieju NCAA (1988, 1989)
  - turnieju NCAA (1987–1990)
- Lider konferencji Big 10 w:
  - średniej zbiórek (1990 – 11,2)
  - liczbie zbiórek (1990 – 346)

NBA
- Zawodnik tygodnia NBA (2.03.1997)